# Marco Antonio Bragadin
Marco Antonio Bragadin, također Marcantonio Bragadin (21. travnja 1523. – 17. kolovoza 1571.), bio je mletački odvjetnik i vojni časnik Republike Venecije. Bragadin se pridružio korpusu Fanti da Mar ili marincima Mletačke Republike . 
Godine 1569. imenovan je generalnim kapetanom Famaguste na Cipru i predvodio je mletački otpor Otomansko-mletačkom ratu (1570.-1573.) Pogubljen je deranjem kože u kolovozu 1571. u suprotnosti s dogovorenim sigurnim prolazom nakon što je Otomansko Carstvo zauzelo Famagustu, čiji je pad označio kraj prisutnosti Zapada na tom sredozemnom otoku u sljedeća tri stoljeća.

## Rani život
Rođen je u Veneciji. Nakon kratkog odvjetničkog staža 1543., Bragadin je nastavio karijeru u mornarici, povjereno mu je nekoliko mjesta na mletačkim galijama .

## Kapetan Kraljevstva Cipra
Godine 1569. izabran je za kapetana Ciparskog kraljevstva i preselio se u Famagustu, tada bogatu luku, gdje je preuzeo civilno upravljanje nad cijelim otokom, svjestan da je odlučujući sukob s osmanskom flotom neizbježan. Bragadin je mnogo radio da temeljito utvrdi Famagustu; uvođenje baruta značilo je da su potrebne znanstveno planirane utvrde s čvrstim zidovima. Tako je luka bila obdarena snažnom obranom, poput bastiona Martinengo, izvrsnog primjera moderne utvrde koja omogućuje laku obranu s obje strane zidina. 
Turci su se iskrcali na Cipru 3. srpnja 1570. godine. Nikozija je pala nakon dva mjeseca opsade. Odsječena glava  ("potkralja"), Niccola Dandola, poslana je Bragadinu, koji se neustrašivo pripremao za neprijateljski napad.

## Opsada Famaguste
Famagusta je bila pod opsadom 17. rujna 1570. Osmanske snage vršile su pritisak mjesecima, dok je njihovo topništvo nemilosrdno udaralo po bedemima grada. Prema venecijanskim kroničarima (čiji se broj u suvremenom učenju tretira s određenim skepticizmom), oko 6000 vojnika posade stajalo je protiv nekih 100 000 Turaka s 1500 topova, potpomognutih s oko 150 brodova koji su provodili pomorsku blokadu kako bi odbili pojačanja i napore opskrbe. Opsjednuti garnizon Famaguste vodio je herojsku borbu koja je trajala daleko iznad najoptimističnijih pretpostavka, protiv brojčano daleko nadmoćnijeg neprijatelja i bez ikakve nade u pomoć domovine. Nadalje, Turci su koristili novu taktiku. Cijeli pojas zidina koji je okruživao grad i vanjsku ravnicu nasut je zemljom do vrha utvrda. U međuvremenu je iskopano nekoliko tunela prema i ispod gradskih zidina kako bi se one potkopale i popustile. 
U srpnju 1571. Turci su konačno probili utvrde i njihove su snage prodrle u citadelu, a odbijeni su samo uz velike gubitke. Budući da je ponestalo zaliha i streljiva, a nije bilo znakova pomoći iz Venecije, Bragadin je 1. kolovoza zatražio uvjete predaje.

## Smrt
Branitelji Famaguste dogovorili su uvjete predaje prije pada grada. Običajno je pravo dopuštalo pregovore sve dok se obrana drži, dok su u slučaju pada grada sva imovina kao i ljudski životi bili izgubljeni. Otomanski je zapovjednik pristao dopustiti slobodan prolaz pod svojom zastavom do venecijanske Krete svim Zapadnjacima; Grci su mogli ili odmah optići ili u gradu ostati dvije godine nakon čega su mogli odlučiti hoće li ostati u gradu pod otomanskom vlašću ili pak otići u bilo kojem smjeru. Sljedeća četiri dana evakuacija je tekla bez zastoja. Na ceremoniji primopredaje u kolovozu Brigadin je grad izručio Mustafi na što ga je otomanski general optužio za pogubljenja zatvorenih Turaka i skrivanje streljiva. Iznenada je Mustafa izvukao nož i Brigadinu otkinuo desno uho i naredio svojim čuvarima da mu otkinu i drugo uho i nos.
Zatim je uslijedio masakr svih kršćana koji su se još nalazili u gradu, a sam Bragadin je najbrutalnije zlostavljan. Nakon što je ostavljen u zatvoru dva tjedna, gdje su mu se ranije rane gnojile, vukli su ga po zidovima s "vrećama zemlje i kamena" na leđima; zatim je bio vezan za stolicu i podignut na brod turskog admiralskog  gdje je bio izložen porugama mornara. Na kraju su ga odveli na mjesto pogubljenja na glavnom trgu, golog zavezali za stup i živog oderali. Bragadinovo raščetvoreno tijelo tada je podijeljeno kao ratni trofej vojsci, a njegova je koža bila napunjena slamom i zašivena, ponovo obložena njegovim vojnim oznakama i izložena kako jaše na volu u  povorci podruge duž ulica Famaguste.
Girolamo Polidori je 1580. kožu ukrao iz konstantinopolskog arsenala. Donio je u Veneciju gdje je dočekana kao heroj koji se vratio. Koža je prvo čuvana u crkvi svetoga Grgura da bi kasnije bila prenešena u Baziliku svetih Ivana i Pavla, gdje je i danas.
Brigadinova je slavu u nevjerojatnom otporu znatno nadmoćnijem neprijatelju. S vojnog gledišta, garnizon je zaokupio tolike otomanske snage, da se nisu mogli na vrijeme priključiti ostalima u trenutku kad je Sveta liga okupila flotu i pobijedila u bitci kod Lepanta. Povjesničari do danas raspravljaju zašto Venecija nije poslala pomoć iz Suda na Kreti. Pretpostavlja se da su neki Venecijanci razmišljali svoje ograničene vojne sposobnosti bolje upotrijebiti u nadolazećem srazu, koji je na koncu svoj vrhunac doživio u Bitci kod Lepanta.